# Continuity Irish Republican Army
La Continuity Irish Republican Army o CIRA è un'organizzazione paramilitare repubblicana irlandese che si batte per eliminare la presenza britannica in Irlanda.

## Storia
La CIRA nasce nel 1986 in seguito alla scissione dal movimento repubblicano di coloro che non avevano approvato la svolta del Sinn Féin che, sotto la guida di Gerry Adams, aveva deciso di rinunciare al principio repubblicano dell'"astensionismo" e di partecipare alle elezioni sia in Irlanda del Nord che nell'Eire. I dissidenti, guidati da Ruairi O'Bradaigh e Dáithí Ó Conaill, capi storici dell'IRA e del Sinn Féin prima dell'avvento del nuovo gruppo dirigente di Gerry Adams e Martin McGuinness, fondarono un partito politico, il Republican Sinn Féin, e un braccio armato, la CIRA appunto, che però non si manifestò fino al 1996 (con una esplosione a Killyhevlin, nel Fermanagh) per paura di ritorsioni della Provisional IRA.
La CIRA è l'unica organizzazione repubblicana che non ha mai dichiarato un cessate il fuoco. Il 9 marzo 2009 ha rivendicato l'uccisione di un poliziotto a Craigavon, nella contea di Armagh, a meno di due giorni dall'uccisione di due militari britannici da parte della Real IRA. Nella rivendicazione hanno affermato: "Fin quando ci sarà l'occupazione britannica questi attacchi continueranno".